# Tor Kleveland
Tor Kleveland (16 dicembre 1938) è un dirigente sportivo ed ex calciatore norvegese, di ruolo attaccante.

## Carriera

### Giocatore

#### Club
Kleveland giocò nel Rosenborg dal 1963 al 1968. Nel 1965, segnò il primo gol della storia del club nelle competizioni europee.

### Dopo il ritiro
Terminata l'attività agonistica, Kleveland ricoprì diversi ruoli dirigenziali nel Rosenborg.

## Palmarès

### Giocatore

#### Club

##### Competizioni nazionali
- Coppa di Norvegia: 1

Rosenborg: 1964
- Campionato norvegese: 1

Rosenborg: 1967